# Serge Lama chante les autres
Pour les articles homonymes, voir Lama.
Albums de Serge Lama
Lama Lama l'ami
Serge Lama chante les autres est un album studio de Serge Lama sorti en 1995, sur lequel l'artiste interprète, Aznavour, Nougaro, Brassens, notamment...

## Titres
| No  | Titre                                                 | Paroles                     | Musique                              | Durée |
| --- | ----------------------------------------------------- | --------------------------- | ------------------------------------ | ----- |
| 1.  | Une femme avec toi (créé par Nicole Croisille)        | Pierre Delanoë (adaptation) | F. Ferrari - Vito Pallavicini        | 4:03  |
| 2.  | Capri c'est fini (créé par Hervé Vilard)              | Hervé Vilard                | Marcel Hurten                        | 3:30  |
| 3.  | Il suffirai de presque rien (créé par Serge Reggiani) | Jean-Max Rivière            | Gérard Bourgeois                     | 2:28  |
| 4.  | Et pourtant (créé par Charles Aznavour)               | Charles Aznavour            | Georges Garvarentz                   | 2:58  |
| 5.  | Toulouse (créé par Claude Nougaro)                    | Claude Nougaro              | Claude Nougaro, Christian Chevallier | 4:10  |
| 6.  | La fleur aux dents (créé par Joe Dassin)              | Claude Lemesle              | Joe Dassin                           | 2:22  |
| 7.  | Ivanovitch (créé par Julien Clerc)                    | Maurice Vallet              | Julien Clerc                         | 2:58  |
| 8.  | La maison près de la fontaine (créé par Nino Ferrer)  | Nino Ferrer                 | Nino Ferrer                          | 3:12  |
| 9.  | Une petite fille en pleure (créé par Claude Nougaro)  | Claude Nougaro              | Jacques Datin                        | 2:16  |
| 10. | La marche nuptiale (créé par Georges Brassens)        | Georges Brassens            | Georges Brassens                     | 3:53  |